# Deliria
Deliria è un film horror del 1987, diretto da Michele Soavi, al suo esordio come regista.

## Trama
Una compagnia teatrale è impegnata a provare uno spettacolo musicale in uno studio. Alice, la protagonista della pièce, si sloga inavvertitamente la caviglia. Betty, amica nonché collega di lavoro, accompagna la giovane presso l'ambulatorio medico più vicino. La struttura è, in realtà, un manicomio ove, all'interno, è ricoverato un serial killer psicopatico, Irving Wallace. L'assassino approfitta della situazione per fuggire, nascondendosi nella macchina di Betty, e la uccide una volta rimasta sola fuori dal teatro. Alice è la prima a scoprire il cadavere e le prove vengono interrotte: non trovando l'evaso, la polizia lascia una volante sorvegliata con due poliziotti a bordo davanti al teatro. 
Peter Collins, regista ed organizzatore dell'evento, decide di sfruttare la tragedia per pubblicizzare lo show e affinché nessuno abbandoni le prove, chiude a chiave tutti gli interpreti dentro il teatro per la notte. Ma il criminale è in agguato e inizia così un'atroce catena di delitti. Con gli utensili più disparati (coltelli, accette, trapani e perfino una motosega) recuperati dal magazzino adiacente, Wallace elimina tutti i membri della compagnia teatrale uno dopo l'altro, con i superstiti impossibilitati ad abbandonare i locali poiché la chiave dell'unica porta di accesso non si trova. Una volta rimasta da sola, Alice assiste a un macabro spettacolo di Wallace che, indossando una maschera da gufo presa dal set, sistema tutti i cadaveri sul set proprio come fosse un'esibizione: dopo una lunga colluttazione, Alice riuscirà a far cadere Wallace da un'impalcatura, a dargli fuoco e a recuperare la chiave, incastrata tra gli assi di legno del palco. Una volta uscita dal locale e salvata dalla volante della polizia, Alice si rende conto di aver perso durante la colluttazione il suo prezioso orologio d'oro.   
La mattina dopo la strage decide quindi di ritornare sul luogo del delitto: qui scopre attraverso un giornale portato da Willy, il custode del teatro, che la polizia ha ritrovato solo i cadaveri dei colleghi e non quello di Wallace, che all'improvviso sbuca fuori dal set. Con un colpo di pistola in mezzo agli occhi, Willy uccide definitivamente Wallace, salvando Alice. L'inquadratura finale mostra Wallace, riverso per terra, aprire gli occhi e sorridere alla telecamera.

## Produzione
Fu la prima pellicola diretta da Michele Soavi, storico collaboratore di Lamberto Bava e di Dario Argento. 
Il film è stato finanziato dalla Filmirage, casa di produzione gestita da Aristide Massaccesi, curatore, anche, della fotografia. 
Giovanni Lombardo Radice ha ricordato, durante una convention, le condizioni precarie del set. La pellicola, infatti, venne ambientata in studios abbandonati, con un budget molto limitato.
Alla fine degli anni Novanta, Massaccesi ipotizzò un possibile sequel. A causa della sua prematura scomparsa, il progetto sfumò.

## Distribuzione
Uscito nelle sale italiane il 21 agosto del 1987, l'opera di Soavi venne esportata all'estero, col titolo internazionale Aquarius. 
Sono edite sul mercato numerose versioni home video. 

## Accoglienza
A distanza di anni, Deliria è ritenuto un film di culto. Viene considerato, da numerosi fan, come un ottimo slasher movie, tra i più importanti realizzati negli anni Ottanta.
Ha ricevuto, nel corso del tempo, giudizi alterni da parte della critica. La rivista FilmTv ha recensito l'opera prima di Soavi come «uno dei migliori horror italiani (...) essenziale nel dispensare suspanse». Il sito Longtake, al contrario, lo ha giudicato come «pedestre e ripetitivo, basato solo su atrocità sanguinolente».

## Riferimenti
In una scena di Undici giorni, undici notti, i protagonisti si recano al cinema a vedere Deliria.

## Riconoscimenti
- Festival di Avoriaz - 1987
  - Premio al Miglior Film